# Teodectes el Jove
Teodectes (en llatí Theodectes, en grec antic Θεοδέκτης) fou un retòric grec, fill de Teodectes de Faselis, el gran retòric i poeta. Va seguir la professió del seu pare a la segona meitat del segle iv aC.
Segons Suides va escriure un encomi d'Alexandre I de l'Epir, unes memòries històriques titulades ἱστορικὰ ὑπομνήματα, una obra sobre els costums de les nacions bàrbares (νόμιμα βαρβαρικά) i un tractat de retòrica en set llibres (τέχνη ῥητορική), entre altres obres. Fabricius l'inclou a la Bibliotheca Graeca.